# Journal of Eukaryotic Microbiology
Journal of Eukaryotic Microbiology est un journal scientifique évalué par les pairs traitant de tous les aspects de la microbiologie des eucaryotes. Le journal publie notamment des travaux sur les algues et champignons inférieurs.
Selon le Journal Citation Reports, le journal  a un facteur d'impact en 2021 de 3,88.

## Historique
Journal of Eukaryotic Microbiology succède à Journal of Protozoology, une revue créée en 1954.

## Indexation
Le journal est indexé par plusieurs services tels que :
- Abstracts in Anthropology (Sage)
- Abstracts on Hygiene & Communicable Diseases (CABI)
- Academic Search (EBSCO Publishing)
- Academic Search Premier (EBSCO Publishing)
- AgBiotech News & Information (CABI)
- AgBiotechNet (CABI)
- AGRICOLA Database (National Agricultural Library)
- Animal Breeding Abstracts (CABI)
- Biocontrol News & Information (CABI)
- Biological & Agricultural Index Plus (EBSCO Publishing)
- Biological Abstracts (Clarivate Analytics)
- BIOSIS Previews (Clarivate Analytics)

## Publications les plus citées
- (en) Sina M. Adl et al., 2018. Revisions to the Classification, Nomenclature, and Diversity of Eukaryotes. Pages: 4-119,  26 Septembre 2018.
- Sean Turner, Kathleen M. Pryer, Vivian P.W. Miao, Jeffrey D. Palmer, 2007. Investigating Deep Phylogenetic Relationships among Cyanobacteria and Plastids by Small Subunit rRNA Sequence Analysis. Pages: 327-338, 2 Mai 2007.
- (en) Sina M. Adl et al., 2012. The Revised Classification of Eukaryotes. Pages: 429-514, 28 Septembre 2012.
- (en) Sina M. Adl et al., 2005. The New Higher Level Classification of Eukaryotes with Emphasis on the Taxonomy of Protists. Pages: 399-451, 19 Octobre 2005.
- (en) Jitender P. Dubey, 2008. The History of Toxoplasma gondii — The First 100 Years. Pages: 467-475, 18 Decembre 2008.